# Dendrona marmorata
Dendrona marmorata är en insektsart som först beskrevs av Melichar 1902.  Dendrona marmorata ingår i släktet Dendrona och familjen Flatidae. Inga underarter finns listade i Catalogue of Life.